# 香港豐收教會
香港豐收教會是香港的一個基督教組織，在1997年由一班香港的信徒創辦。由於名稱與在新加坡的城市豐收教會相似，有不少人都誤會兩者有關連：香港豐收教會是一間聚會人數不多，資源有限，本是一安分守己，毫不起眼之堂會；新加坡的城市豐收教會是當地最大的教會。
2005年12月15日，教會的其中一位董事譚珮筠組織了一個祈禱團前往東馬來西亞沙巴的魯姆神山靜修，並在山上失蹤。之後一直音訊杳然，而且參與者對於她失蹤的詳情及原因眾說紛紜。到了2006年2月初，她的家人發現有人不斷透過從她的八達通卡提取現金，總額接近一萬元，於是報警求助。教會負責人拒絕就事件回應。但亦有人指出涉及此次事件為另一同名教會。事後經香港警察之深入調查，並無發現任何侵吞財產，或盜竊物品之事。